# Epomophorus gambianus
Epomophorus gambianus é uma espécie de morcego da família Pteropodidae. Pode ser encontrada numa faixa que vai do Senegal, Gâmbia e Guiné-Bissau até a Etiópia, no leste.